# Cicurina microps
Cicurina microps là một loài nhện trong họ Dictynidae.
Loài này thuộc chi Cicurina. Cicurina microps được Ralph Vary Chamberlin & Wilton Ivie miêu tả năm 1940.